# 無核武地帶

无核武地带
核武装国家
共有核武器
不属于以上分类，但加入不扩散核武器条约

| 条约                 | 地区                | 面积（km²） | 涵盖国家数 | 生效日期    |
| -------------------- | ------------------- | ----------- | ---------- | ----------- |
| 南极条约             | 南极                | 14,000,000  |            | 1961-06-23  |
| 海底武器控制条约     | 海床                |             |            | 1972-05-18  |
| 外层空间条约         | 外层空间            |             |            | 1967-10-10  |
| 特拉特洛科條約       | 拉丁美洲 加勒比地区 | 21,069,501  | 33         | 1969-04-25  |
| 拉羅東加條約         | 南太平洋            | 9,008,458   | 13         | 1986-12-11  |
| 東南亞無核武地帶條約 | 东盟                | 4,465,501   | 10         | 1997-03-28  |
| 蒙古國無核武狀態     | 蒙古国              | 1,564,116   | 1          | 2000-02-28  |
| 中亚无核武地带       | 中亚                | 4,003,451   | 5          | 2009-03-21  |
| 佩林達巴條約         | 非洲                | 30,221,532  | 53         | 2009-07-15  |
|                      |                     |             |            |             |
| 无核武地带           | 无核武地带          | 84,000,000  | 115        | 39%世界人口 |
| 核武装国家           | 核武装国家          | 41,400,000  | 9          | 47%世界人口 |
| 其它                 | 其它                | 24,000,000  | 68         | 14%世界人口 |

無核武地帶（英語：Nuclear-Weapons-Free Zone，缩写），是由联合国定义的协定，该协定由国家通过建立条约在特定地区内自由设立，禁止在该地区内发展、制造、控制、拥有、测试、驻扎或运输核武器，并配备有执行其义务的核查和保障机制，以及具有被联合国大会认可的国际条约地位。无核区与《不扩散核武器条约》有相似目的，但区别在于：《不扩散核武器条约》是一项包括五个核武器国家在内的大多数国家都是缔约国的条约。术语“无核区”通常指一个既禁止了核能又禁止核武器的区域，有时还包括核废料和核动力，可能不意味着受到联合国认可的国际条约。

## 现有区域
無核武地帶的成立宗旨是漸進地廢除核子武器，至今已設有九個區域：
- 南極條約：南極洲
- 海底武器控制条约：海床
- 外层空间条约：外层空间
- 特拉特洛科條約：拉丁美洲與加勒比地區
- 拉羅東加條約a：南太平洋
- 曼谷條約：東南亞國家聯盟
- 蒙古國無核武狀態（英语：Mongolian Nuclear-Weapons-Free Status）：蒙古國
- 中亞無核武地帶b：哈薩克、吉爾吉斯、塔吉克、土庫曼、烏茲別克
- 佩林達巴條約：非洲

^  注解a：英國、美國和法國曾在太平洋屬地上試爆過核武器（如比基尼環礁），此條約生效後禁止任何國家於此區域試爆核武器。此外，美軍长期駐紮的關島、塞班島、夏威夷等太平洋島嶼均有大規模的核武器部署。

^  注解b：蘇聯統治時期，蘇聯當局曾多次在哈薩克等中亞沙漠地區試爆核武。2001年，除土庫曼外的中亞國家加入了上海合作組織，與中國和俄羅斯共享核武的指揮權。

## 综述
迄今为止，世界上已设立了5个涵盖多国的区域性无核武地带（包括各成员国家的领海和领空）、1个由联合国确认的单一国家无核武地带（蒙古国）、3个适用于无主权地区及空间的无核武地带（南极洲、海床和外层空间）。在不与某国主权领土上已设立的无核武地带相重叠时，南极洲、海床和外层空间无核武地带具有最高的优先级。海床以上大部分海洋空间都不属于无核武地带，因为公海自由原则禁止对自由利用国际公海的行为加以限制。
截至2009年7月15日佩林達巴條約（非洲无核武地带）正式生效时，6个陆上无核武地带已经占据了地球陆地面积的56%，涵盖60%的主权国家；但只有39%的世界人口生活在无核武地带，因为9个核武装国家拥有46%的世界人口（占据28%的地球陆地面积）。

蓝色海域表示专属经济区之外的国际公海。部分无核武地带采用专属经济区来划定边界，另一部分则以12海里领海为界。

无核武地带不包括国际公海（因公海自由原则限制），也不包括装载核弹头的弹道导弹径迹（因外层空间条约只禁止在地球轨道或其它天体上部署大规模杀伤性武器，并未禁止弹道导弹的发射）。
无核武地带的定义不包含那些以国内法律或地区法规禁止使用、研發和部署核武器的区域，例如奥地利就于1999年通过联邦法律禁止该国拥有或使用核裂变能源及核武器。此外，西德、东德与美国、英国、法国、苏联于1990年举行“2+4会谈”并最终签订《最终解决德国问题条约》，其中规定在两德统一后，原东德地区将成为无核武地区，任何国家不得将核武器和运载工具驻扎或部署在此区域。尽管如此，无核武地带的定义也不包括原东德，因为《最终解决德国问题条约》只是作为二战胜利方的四个同盟国同作为二战战败后临时管制当局的两个被占领区政府之间订立的条约。
一般而言，无核武地带不包括其边界内的核武装国家领土，这些领土大多都是小岛，但也有法属圭亚那这样较大的陆上领地。比较特殊的情况是美国签署了特拉特洛科條約（国会尚未正式批准），该条约将适用于美属萨摩亚和贾维斯岛；此外，属于英属印度洋领地的迪戈加西亚岛也被包含在该条约所规定的非洲无核武地带内，由于该岛上有美军的重要基地，因而美英两国反对将条约适用于该岛。
| 条约           | 英国                                                                                     | 法国                                                 | 美国                 |
| -------------- | ---------------------------------------------------------------------------------------- | ---------------------------------------------------- | -------------------- |
| 特拉特洛科條約 | 安圭拉, 英属维尔京群岛 开曼群岛, 特克斯和凯科斯群岛 福克兰群岛, 南乔治亚岛和南桑威奇群岛 | 法属圭亚那 瓜德罗普, 马提尼克 圣巴泰勒米岛, 圣马丁岛 |                      |
| 拉羅東加條約   | 皮特凯恩群岛                                                                             | 法属波利尼西亚, 瓦利斯和富图纳群岛 新喀里多尼亚      | 美属萨摩亚, 贾维斯岛 |
| 佩林達巴條約   | 英属印度洋领地                                                                           | 留尼汪, 马约特, 法属印度洋诸岛                       |                      |

## 不属于无核武地带的地区

核武装国家
无核武地带
既非无核地带也非无核武地带的北约成员国
既非无核地带也非无核武地带的核电使用国
不属于无核武地带且使用核电的北约成员国
不属于以上分类，但加入不扩散核武器条约

北大西洋公约组织（北约）是一个包含大多数欧洲及北美国家的地缘政治军事同盟

大多数既非无核地带也非无核武地带的国家都位于欧洲或北太平洋，其中大多在冷战时期（无核武地带运动兴起之前）就与某个核武装国家结成了集体安全同盟或者被这样的同盟所包围。
目前有22个不属于无核武地带的国家既不是核武装国家，也不是集体安全同盟组织的成员：其中12个位于中东，6个位于南亚，还有4个是前苏联加盟国。
数十年来国际社会不断有人呼吁在中东、朝鲜半岛、中欧、南亚及北极圈建立无核武地带，但到目前为止这些建议尚未得到落实。

### 欧洲
北约中无核武器的27个成员国由英国、法国及美国提供核保护伞，此核保护伞还覆盖了6个不属于北约的欧盟国家（奥地利、爱尔兰、瑞典、芬兰、马耳他、塞浦路斯，其中芬兰和瑞典已经申请加入北约）。
除上述国家外，在前苏联边界以西的欧洲大陆还有一些不属于无核武地区的国家，其中主要包括被欧盟或北约国家所包围的西欧中小国家（瑞士、列支敦士登、摩纳哥、圣马力诺、梵蒂冈、安道尔）和尚未加入欧盟的巴尔干半岛国家（波黑和科索沃）。

### 前苏联加盟国
白俄罗斯和亚美尼亚是俄罗斯在集体安全条约组织中的盟国；波罗的海三国（爱沙尼亚、拉脱维亚、立陶宛）属于北约成员国；古阿姆集团四国（格鲁吉亚、阿塞拜疆、乌克兰、摩尔多瓦）则不属于任何集体安全组织。

### 北太平洋
韩国和日本是受美国核保护伞保护的盟国，马绍尔群岛、密克罗尼西亚联邦和帕劳则是美国的联系邦。

### 南亚
印度和巴基斯坦属于核武装国家，其它6个南亚国家（阿富汗、斯里兰卡、孟加拉国、尼泊尔、不丹、马尔代夫）则既不属于无核武地带也不属于任何集体安全组织。

### 中东
6个海湾阿拉伯国家合作委员会国家和其它5个不属于非洲的阿拉伯国家联盟国家（也门、约旦、黎巴嫩、叙利亚、伊拉克）和伊朗既不拥有核武器也不属于无核武地带。联合国大会曾呼吁建立中东无核武地带，1995年及2010年的不扩散核武器条约审查会议也曾敦促在中东地区建立一个禁止一切大规模杀伤性武器的特别区域

## 地理信息
南极洲、拉丁美洲及南太平洋无核武地带的边界都采用经度线和纬度线定义，其中的例外是为避开澳大利亚领海而特别划定南太平洋无核武地带的西北边界。这三个区域可以构成一大片连通区域，但需注意相关条约不能适用于此区域内的公海水域。与此形成对比的是东南亚（东盟）无核武地带就直接用各国领土、领海和专属经济区来划定；非洲无核武地带也直接以非洲联盟成员国的领土、领海和专属经济区划定，还包括一些靠近非洲大陆和马达加斯加岛的岛屿。

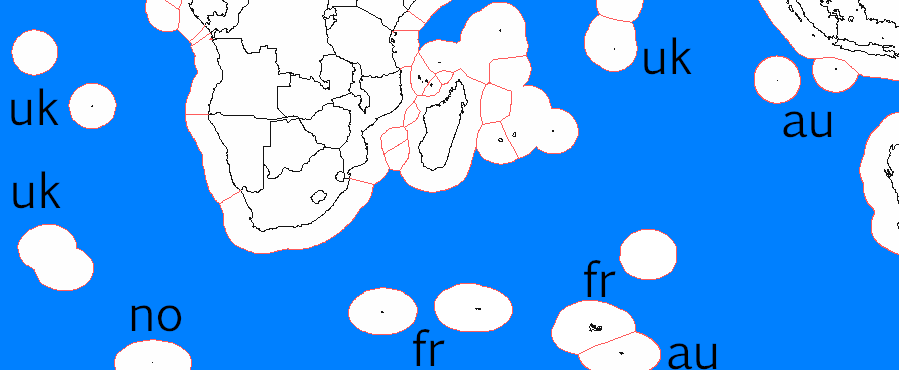
北至赤道、南及南纬60°、东到东经115°、西达西经20°的一片区域, 除了非洲大陆、澳大利亚大陆、印度尼西亚群岛及其邻近岛屿和领海外，图中所示区域不属于任何无核武地带。此图中右上角一小片介于印度尼西亚和澳大利亚之间的区域也不属于无核武地带。
图中澳大利亚所属岛屿（au）属于南太平洋无核武地带，而英国（uk）、法国（fr）、挪威（no）所属岛屿以及马尔代夫群岛是整个南半球除东帝汶之外唯一不属于无核武地带的陆地。

由于极少有盛行风跨越赤道，北半球核爆炸所产生的放射性浮尘通常很少会到达南半球。
南半球的5个无核武地带覆盖了南半球绝大多数陆地，为数不多的例外是东帝汶（正在谋求加入东盟），以及介于赤道、南纬60°、东经115°、西经20°之间除非洲、澳大利亚、印度尼西亚及其领海之外的岛屿，这些岛屿总的陆地面积额不到8000 km²，具体如下：
- 南大西洋:
  - 圣赫勒拿岛及其附属的阿森松岛、特里斯坦-达库尼亚群岛，属于英国海外领土
  - 布韦岛，属于挪威领土
- 印度洋:
  - 凯尔盖朗群岛、克罗泽群岛、圣保罗岛和阿姆斯特丹岛，属于法属南部领地
  - 查戈斯群岛，属于英属印度洋领地
  - 阿杜环礁，属于马尔代夫

1994年南大西洋和平与合作区发表了《南大西洋无核化宣言》，联合国大会对此表示赞同及支持，但美国、英国和法国表示反对。
拉丁美洲、非洲、南太平洋和东南亚无核武地带包含了大部分热带陆地，但也有某些北回归线以南的北半球陆地不属于无核武地带，其中大多数位于印度和阿拉伯半岛。
除位于北温带的中亚无核武地带和蒙古国之外，其它无核武地带极少涵盖北回归线以北的地域，只有墨西哥北部、北巴哈马群岛、缅甸北部和北非在其范围内。

## 外部連結
- 全球的無核武地帶網站（拉丁美洲禁止核武器組織）
- 无核武地带简介 Atomic Mirror
- 联合国关于无核武地带的介绍 （页面存档备份，存于）
- 无核武地带 （页面存档备份，存于） Social Science Research Network, Marco Rossini, 2003
- 北极圈无核武地带 （页面存档备份，存于） 加拿大Pugwash集团关于设立北极圈无核武地带的建议